# Liga Narodów w Piłce Siatkowej Mężczyzn 2018 (składy)
Artykuł grupuje składy wszystkich reprezentacji narodowych w piłce siatkowej, które wystąpiły w Lidze Narodów 2018.
- Wiek na dzień 25 maja 2018 roku.
- Przynależność klubowa na koniec sezonu 2017/2018.
- Zawodnicy oznaczeni symbolem  to kapitanowie reprezentacji.
- Zawodnicy oznaczeni symbolem  zostali zgłoszeni do fazy finałowej.
- Legenda:
Nr – numer zawodnika
A – atakujący
L – libero
P – przyjmujący
R – rozgrywający
Ś – środkowy
U – uniwersalny

## Argentyna
Trener: Julio Velasco
Asystent: Julián Álvarez
| Nr                                    | Imię i nazwisko      | Data urodzenia (wiek) | Wzrost (cm) | Klub                      | Pozycja |
| ------------------------------------- | -------------------- | --------------------- | ----------- | ------------------------- | ------- |
| 1                                     | Matías Sánchez       | 20.09.1996 (21)       | 173         | Club Obras Sanitarias     | R       |
| 2                                     | Lisandro Zanotti     | 04.10.1990 (27)       | 195         | Montes Claros Vôlei       | P       |
| 3                                     | Jan Martínez Franchi | 28.01.1998 (20)       | 190         | Ciudad Vóley              | P       |
| 4                                     | Maximiliano Cavanna  | 02.07.1988 (29)       | 188         | UPCN San Juan Vóley       | R       |
| 5                                     | Ignacio Fernández    | 07.06.1994 (23)       | 177         | Ciudad Vóley              | L       |
| 6                                     | Cristian Poglajen    | 14.07.1989 (28)       | 195         | Robur Rawenna             | P       |
| 7                                     | Facundo Conte        | 25.08.1989 (28)       | 198         | Shanghai Golden Age       | P/A     |
| 8                                     | Agustín Loser        | 12.10.1997 (20)       | 193         | Ciudad Vóley              | Ś       |
| 11                                    | Sebastián Solé       | 12.06.1991 (26)       | 202         | Vôlei Taubaté             | Ś       |
| 12                                    | Bruno Lima           | 04.02.1996 (22)       | 197         | Club Obras Sanitarias     | A       |
| 13                                    | Ezequiel Palacios    | 02.10.1992 (25)       | 200         | Ciudad Vóley              | P       |
| 14                                    | Pablo Crer           | 12.06.1989 (28)       | 205         | Club Ciudad de Bolívar    | Ś       |
| 15                                    | Luciano De Cecco     | 02.06.1988 (29)       | 193         | Sir Safety Perugia        | R       |
| 16                                    | Santiago Danani      | 12.12.1995 (22)       | 176         | Club Atlético River Plate | L       |
| 17                                    | Tomás López          | 12.09.1994 (23)       | 188         | Club Atlético Libertad    | P       |
| 18                                    | Martín Ramos         | 26.08.1991 (26)       | 197         | UPCN San Juan Vóley       | A       |
| 19                                    | Franco Massimino     | 23.05.1988 (30)       | 177         | Lomas Vóley               | L       |
| 20                                    | Joaquín Gallego      | 21.11.1996 (21)       | 204         | Ciudad Vóley              | Ś       |
| 21                                    | Gaspar Bitar         | 19.11.1995 (22)       | 183         | Ciudad Vóley              | R       |
| 22                                    | Gastón Fernández     | 04.08.1995 (22)       | 203         | Club Atlético River Plate | Ś       |
| 23                                    | Alejandro Toro       | 20.07.1989 (28)       | 190         | Lomas Vóley               | P       |
| W szerokiej kadrze znaleźli się także |                      |                       |             |                           |         |
| 9                                     | Gonzalo Quiroga      | 25.02.1993 (25)       | 193         | GKS Katowice              | P       |
| 10                                    | Nicolas Bruno        | 24.02.1989 (29)       | 187         | Noliko Maaseik            | P       |
| 24                                    | Germán Johansen      | 02.09.1995 (22)       | 200         | Club Atlético River Plate | A       |
| 25                                    | Luciano Zornetta     | 06.03.1993 (25)       | 182         | UNTreF Vóley              | L       |
| 26                                    | Nicolás Zerba        | 13.06.1999 (18)       | 203         | UPCN San Juan Vóley       | Ś       |

## Australia
Trener: Mark Lebedew
Asystent: Luke Reynolds
| Nr                                    | Imię i nazwisko           | Data urodzenia (wiek) | Wzrost (cm) | Klub                       | Pozycja |
| ------------------------------------- | ------------------------- | --------------------- | ----------- | -------------------------- | ------- |
| 1                                     | Beau Graham               | 17.04.1994 (24)       | 202         | FL Saint-Quentin           | Ś       |
| 2                                     | Arshdeep Dosanjh          | 30.07.1996 (21)       | 205         | Chênois Genève Volleyball  | R       |
| 4                                     | Paul Sanderson            | 07.01.1986 (32)       | 195         | Étoile Sportive du Sahel   | P       |
| 5                                     | Travis Passier            | 26.04.1989 (29)       | 206         | VK Příbram                 | Ś       |
| 6                                     | Gerrard Richard Lipscombe | 04.06.1993 (24)       | 188         | Bergische Volleys          | L       |
| 7                                     | Harrison Peacock          | 31.01.1991 (27)       | 192         | BBTS Bielsko-Biała         | R       |
| 8                                     | Trent O’Dea               | 11.05.1994 (24)       | 201         | Raision Loimu              | Ś       |
| 9                                     | Max Staples               | 27.07.1994 (23)       | 194         | Hurrikaani-Loimaa          | P/L     |
| 10                                    | Jordan Richards           | 25.09.1993 (24)       | 193         | Videx Grottazzolina        | P       |
| 11                                    | Luke Perry                | 20.11.1995 (22)       | 180         | Berlin Recycling Volleys   | L       |
| 12                                    | Nehemiah Mote             | 21.06.1993 (24)       | 204         | Volley Amriswil            | Ś       |
| 13                                    | Samuel Walker             | 19.02.1995 (23)       | 208         | Bigbank Tartu              | P       |
| 14                                    | Simon Hone                | 24.04.1993 (25)       | 197         | Kokkolan Tiikerit          | Ś/L     |
| 15                                    | Luke Smith                | 30.08.1990 (27)       | 204         | Sporting CP                | P       |
| 16                                    | Thomas Douglas-Powell     | 16.09.1992 (25)       | 194         | Hurrikaani-Loimaa          | P/L     |
| 17                                    | Paul Carroll              | 16.05.1986 (32)       | 205         | Berlin Recycling Volleys   | A       |
| 18                                    | Lincoln Williams          | 06.10.1993 (24)       | 200         | United Volleys Rhein-Main  | A       |
| 20                                    | Thomas Hodges             | 04.07.1994 (23)       | 197         | Rinascita Volley Lagonegro | A       |
| 22                                    | Curtis Stockton           | 22.04.1993 (25)       | 198         | Bigbank Tartu              | A       |
| 23                                    | James Weir                | 20.07.1995 (22)       | 204         | Brandon University         | Ś       |
| 25                                    | Jordan Colotti            | 07.05.1996 (22)       | 188         | VA Centre of Excellence    | R       |
| W szerokiej kadrze znaleźli się także |                           |                       |             |                            |         |
| 3                                     | Steven Macdonald          | 26.06.1997 (20)       | 207         | VA Centre of Excellence    | Ś       |
| 19                                    | Malachi Murch             | 04.01.1995 (23)       | 197         | Canberra Heat              | P       |
| 21                                    | Nicholas Butler           | 27.06.1997 (20)       | 198         | VA Centre of Excellence    | R       |
| 24                                    | Elliott Viles             | 01.05.1997 (21)       | 193         | Brandon University         | P       |
| 26                                    | Carsten Moeller           | 12.06.1991 (26)       | 194         | VA Centre of Excellence    | R       |

## Brazylia
Trener: Renan Dal Zotto
Asystent: Marcelo Fronckowiak
| Nr                                    | Imię i nazwisko                 | Data urodzenia (wiek) | Wzrost (cm) | Klub                               | Pozycja |
| ------------------------------------- | ------------------------------- | --------------------- | ----------- | ---------------------------------- | ------- |
| 1                                     | Bruno Mossa Rezende             | 02.07.1986 (31)       | 190         | Modena Volley                      | R       |
| 2                                     | Isac Santos                     | 13.12.1990 (27)       | 208         | Sada Cruzeiro                      | Ś       |
| 3                                     | Éder Carbonera                  | 19.10.1983 (34)       | 204         | Trentino Volley                    | Ś       |
| 4                                     | Leonardo Ferreira do Nascimento | 16.03.1995 (23)       | 199         | Sada Cruzeiro                      | P       |
| 5                                     | Lucas Lóh                       | 18.01.1991 (27)       | 195         | Halkbank                           | P       |
| 6                                     | Thiago Veloso                   | 15.08.1993 (24)       | 184         | SESC-RJ                            | R       |
| 7                                     | William Arjona                  | 31.07.1979 (38)       | 185         | SESI São Paulo                     | R       |
| 8                                     | Wallace de Souza                | 26.06.1987 (30)       | 198         | Vôlei Taubaté                      | A       |
| 9                                     | Thales Hoss                     | 26.04.1989 (29)       | 188         | Vôlei Taubaté                      | L       |
| 10                                    | Otávio Pinto                    | 27.02.1991 (27)       | 200         | Vôlei Taubaté                      | Ś       |
| 11                                    | Rodrigo Leão                    | 05.06.1996 (21)       | 197         | Sada Cruzeiro                      | P       |
| 12                                    | Luiz Felipe Fonteles            | 19.06.1984 (33)       | 198         | SESI São Paulo                     | P       |
| 13                                    | Maurício Souza                  | 29.09.1988 (29)       | 209         | SESC-RJ                            | Ś       |
| 14                                    | Douglas Souza da Silva          | 20.08.1995 (22)       | 199         | SESI São Paulo                     | P       |
| 15                                    | Murilo Endres                   | 03.05.1981 (37)       | 190         | SESI São Paulo                     | L       |
| 16                                    | Lucas Saatkamp                  | 06.03.1986 (32)       | 209         | SESI São Paulo                     | Ś       |
| 17                                    | Evandro Guerra                  | 27.12.1981 (36)       | 207         | Sada Cruzeiro                      | A       |
| 19                                    | Maurício Borges Silva           | 04.02.1989 (29)       | 199         | SESC-RJ                            | P       |
| 21                                    | Alan Souza                      | 21.03.1994 (24)       | 202         | SESI São Paulo                     | A       |
| 22                                    | Tiago Brendle                   | 21.10.1985 (32)       | 188         | SESC-RJ                            | L       |
| 25                                    | Victor Cardoso                  | 22.03.1999 (19)       | 199         | SESI São Paulo                     | P       |
| W szerokiej kadrze znaleźli się także |                                 |                       |             |                                    |         |
| 18                                    | Henrique Honorato               | 18.03.1997 (21)       | 190         | Minas Tênis Clube                  | P       |
| 20                                    | Renan Buiatti                   | 10.01.1990 (28)       | 217         | SESC-RJ                            | A       |
| 23                                    | Raphael Vieira de Oliveira      | 14.06.1979 (38)       | 190         | Vôlei Taubaté                      | R       |
| 24                                    | Djalma Moreira                  | 29.11.1992 (25)       | 200         | New Mater Volley Castellana Grotte | P       |
| 26                                    | Tiago Enrique Barth             | 13.06.1988 (29)       | 209         | SESC-RJ                            | Ś       |

## Bułgaria
Trener: Płamen Konstantinow
Asystent: Danieł Peew
| Nr                                    | Imię i nazwisko     | Data urodzenia (wiek) | Wzrost (cm) | Klub                      | Pozycja |
| ------------------------------------- | ------------------- | --------------------- | ----------- | ------------------------- | ------- |
| 1                                     | Georgi Bratoew      | 21.10.1987 (30)       | 202         | Neftochimik 2010 Burgas   | R       |
| 2                                     | Ilija Petkow        | 10.10.1996 (21)       | 201         | Neftochimik 2010 Burgas   | Ś       |
| 3                                     | Dobromir Dimitrow   | 07.07.1991 (26)       | 198         | ACS Volei Municipal Zalău | R       |
| 4                                     | Dimityr Marinkow    | 09.09.1993 (24)       | 196         | Dobrudża Dobricz          | P       |
| 5                                     | Swetosław Gocew     | 31.08.1990 (27)       | 205         | Tours VB                  | Ś       |
| 6                                     | Rozalin Penczew     | 11.12.1994 (23)       | 197         | Club Ciudad de Bolívar    | P       |
| 7                                     | Nikołaj Uczikow     | 13.04.1986 (32)       | 206         | PAOK                      | A       |
| 8                                     | Todor Skrimow       | 09.01.1990 (28)       | 192         | Nowa Nowokujbyszewsk      | P       |
| 9                                     | Georgi Seganow      | 10.06.1993 (24)       | 198         | Argos Volley              | R       |
| 10                                    | Walentin Bratoew    | 21.10.1987 (30)       | 201         | Neftochimik 2010 Burgas   | P       |
| 11                                    | Bojan Jordanow      | 12.03.1983 (35)       | 197         | AO Foinikas Syros         | A       |
| 12                                    | Wiktor Josifow      | 16.10.1985 (32)       | 205         | Pallavolo Piacenza        | Ś       |
| 13                                    | Teodor Sałparow     | 16.08.1982 (35)       | 185         | Neftochimik 2010 Burgas   | L       |
| 16                                    | Władisław Iwanow    | 14.03.1987 (31)       | 188         | Nice VB                   | L       |
| 17                                    | Nikołaj Penczew     | 22.05.1992 (26)       | 196         | Skra Bełchatów            | P       |
| 18                                    | Nikołaj Nikołow     | 29.07.1986 (31)       | 206         | Biełogorje Biełgorod      | Ś       |
| 20                                    | Aleks Grozdanow     | 28.03.1998 (20)       | 206         | Blu Volley Werona         | Ś       |
| 21                                    | Petyr Karakaszew    | 11.02.1991 (27)       | 184         | Pirin Bałkanstroj Razłog  | L       |
| 23                                    | Płamen Szekerdżiew  | 21.05.1998 (20)       | 198         | CSKA Sofia                | P       |
| 25                                    | Welizar Czernokożew | 23.04.1995 (23)       | 212         | Halkbank                  | A       |
| 26                                    | Krasimir Georgiew   | 13.02.1995 (23)       | 203         | Robur Rawenna             | Ś       |
| W szerokiej kadrze znaleźli się także |                     |                       |             |                           |         |
| 14                                    | Teodor Todorow      | 01.09.1989 (28)       | 208         | Galatasaray               | Ś       |
| 15                                    | Branimir Grozdanow  | 21.05.1994 (24)       | 198         | Arago de Sète             | P       |
| 19                                    | Cwetan Sokołow      | 31.12.1989 (28)       | 205         | A.S. Volley Lube          | A       |
| 22                                    | Władimir Stankow    | 09.08.1996 (21)       | 186         | CSKA Sofia                | R       |
| 24                                    | Wencisław Georgiew  | 14.01.1989 (29)       | 204         | CSKA Sofia                | A       |

## Chiny
Trener:  Raúl Lozano
Asystent:  Juan Manuel Serramalera
| Nr                                    | Imię i nazwisko | Data urodzenia (wiek) | Wzrost (cm) | Klub                        | Pozycja |
| ------------------------------------- | --------------- | --------------------- | ----------- | --------------------------- | ------- |
| 1                                     | Li Rui          | 15.03.1990 (28)       | 207         | Henan                       | Ś       |
| 2                                     | Jiang Chuan     | 09.08.1994 (23)       | 205         | Beijing Volleyball          | A       |
| 3                                     | Mao Tianyi      | 02.06.1993 (24)       | 200         | Bayi                        | R       |
| 4                                     | Zhang Chen      | 28.06.1985 (32)       | 200         | Jiangsu                     | P       |
| 5                                     | Zhang Binglong  | 11.09.1994 (23)       | 197         | Tianjin                     | P       |
| 6                                     | Li Runming      | 01.03.1990 (28)       | 198         | Beijing Volleyball          | R       |
| 7                                     | Zhang Jingyin   | 20.12.1999 (18)       | 207         | Zhejiang                    | P       |
| 8                                     | Wang Jingyi     | 07.02.1998 (20)       | 202         | Shanghai Golden Age         | A       |
| 9                                     | Yu Yaochen      | 19.08.1995 (22)       | 195         | Jiangsu                     | R       |
| 10                                    | Ji Daoshuai     | 07.02.1992 (26)       | 194         | Shandong                    | P       |
| 11                                    | Du Haixiang     | 25.05.1995 (23)       | 194         | Sichuan                     | P       |
| 13                                    | Chen Longhai    | 29.03.1991 (27)       | 200         | Shanghai Golden Age         | Ś       |
| 15                                    | Tang Chuanhang  | 04.10.1995 (22)       | 202         | Bayi                        | A       |
| 16                                    | Tong Jiahua     | 13.12.1992 (25)       | 180         | Shanghai Golden Age         | L       |
| 17                                    | Liu Libin       | 16.02.1995 (23)       | 197         | Tourcoing LM                | P       |
| 18                                    | Liu Meng        | 11.02.1995 (23)       | 195         | Shandong                    | R       |
| 20                                    | Rao Shuhan      | 23.12.1996 (21)       | 205         | Shanghai Golden Age         | Ś       |
| 21                                    | Miao Ruantong   | 21.05.1995 (23)       | 205         | Beijing Volleyball          | Ś       |
| 24                                    | Zhang Zuyuan    | 04.05.1997 (21)       | 207         | Shandong                    | Ś       |
| 25                                    | Chen Jiajie     | 17.09.1995 (22)       | 170         | Guangdong Shenzhen Glorious | L       |
| 27                                    | Ma Xiaoteng     | 19.06.1991 (26)       | 180         | Bayi                        | L       |
| W szerokiej kadrze znaleźli się także |                 |                       |             |                             |         |
| 12                                    | Xu Jingtao      | 07.07.1988 (29)       | 202         | Bayi                        | Ś       |
| 14                                    | Liu Xiangdong   | 23.02.1993 (25)       | 198         | Sichuan                     | A       |
| 19                                    | Yuan Dangyi     | 30.11.1996 (21)       | 200         | Bayi                        | P       |
| 23                                    | Peng Shikun     | 26.08.2000 (17)       | 208         | Sichuan                     | Ś       |
| 26                                    | Yang Tianyuan   | 28.06.1994 (23)       | 180         | Jiangsu                     | L       |

## Francja
Trener: Laurent Tillie
Asystent: Cédric Énard
| Nr                                    | Imię i nazwisko       | Data urodzenia (wiek) | Wzrost (cm) | Klub                       | Pozycja |
| ------------------------------------- | --------------------- | --------------------- | ----------- | -------------------------- | ------- |
| 1                                     | Jonas Aguenier        | 28.04.1992 (26)       | 202         | Chaumont VB 52 Haute-Marne | Ś       |
| 2                                     | Jenia Grebennikov     | 13.08.1990 (27)       | 188         | A.S. Volley Lube           | L       |
| 3                                     | Luka Basic            | 29.01.1995 (23)       | 201         | Spacer’s de Toulouse       | P       |
| 4                                     | Jean Patry            | 27.12.1996 (21)       | 207         | Montpellier UC             | A       |
| 5                                     | Raphaël Corre         | 21.11.1989 (28)       | 196         | AS Cannes                  | R       |
| 6                                     | Benjamin Toniutti     | 30.10.1989 (28)       | 183         | ZAKSA Kędzierzyn-Koźle     | R       |
| 7                                     | Kévin Tillie          | 02.11.1990 (27)       | 200         | Beijing Volleyball         | P       |
| 8                                     | Julien Lyneel         | 15.04.1990 (28)       | 192         | Shanghai Golden Age        | P       |
| 9                                     | Earvin N’Gapeth       | 12.02.1991 (27)       | 194         | Modena Volley              | P       |
| 10                                    | Kévin Le Roux         | 11.05.1989 (29)       | 209         | Rennes Volley 35           | Ś       |
| 11                                    | Antoine Brizard       | 22.05.1994 (24)       | 194         | Onico Warszawa             | R       |
| 12                                    | Stéphen Boyer         | 10.04.1996 (22)       | 196         | Chaumont VB 52 Haute-Marne | A       |
| 13                                    | Franck Lafitte        | 08.03.1989 (29)       | 203         | Paris Volley               | Ś       |
| 14                                    | Nicolas Le Goff       | 15.02.1992 (26)       | 205         | Top Volley Latina          | Ś       |
| 15                                    | Jérémie Mouiel        | 04.05.1995 (23)       | 176         | Chaumont VB 52 Haute-Marne | L       |
| 16                                    | Daryl Bultor          | 17.11.1995 (22)       | 197         | Montpellier UC             | Ś       |
| 17                                    | Trévor Clévenot       | 28.06.1994 (23)       | 199         | Pallavolo Piacenza         | P/L     |
| 18                                    | Thibault Rossard      | 28.08.1993 (24)       | 193         | Resovia                    | P       |
| 19                                    | Yacine Louati         | 04.03.1992 (26)       | 197         | Chaumont VB 52 Haute-Marne | P       |
| 20                                    | Nicolas Rossard       | 23.05.1990 (28)       | 183         | Paris Volley               | L       |
| 21                                    | Barthélémy Chinenyeze | 28.02.1998 (20)       | 201         | Resovia                    | Ś       |
| W szerokiej kadrze znaleźli się także |                       |                       |             |                            |         |
| 22                                    | Toafa Takaniko        | 29.05.1985 (32)       | 192         | GFCO Ajaccio               | R       |
| 23                                    | Timothée Carle        | 30.11.1995 (22)       | 195         | GFCO Ajaccio               | P       |
| 24                                    | Quentin Jouffroy      | 05.07.1993 (24)       | 203         | Tours VB                   | Ś       |
| 25                                    | Kévin Kaba            | 08.06.1994 (23)       | 203         | Montpellier UC             | Ś       |

## Iran
Trener:  Igor Kolaković
Asystent: Peyman Akbari
| Nr                                    | Imię i nazwisko               | Data urodzenia (wiek) | Wzrost (cm) | Klub                    | Pozycja |
| ------------------------------------- | ----------------------------- | --------------------- | ----------- | ----------------------- | ------- |
| 1                                     | Farhad Salafzoun              | 06.12.1992 (25)       | 200         | Saipa Teheran           | R       |
| 2                                     | Milad Ebadipur                | 17.10.1993 (24)       | 196         | Skra Bełchatów          | P       |
| 3                                     | Saman Fa’ezi                  | 23.08.1991 (26)       | 204         | Saipa Teheran           | Ś       |
| 4                                     | Sa’id Maruf                   | 20.10.1985 (32)       | 189         | Pajkan Teheran          | R       |
| 5                                     | Farhad Gha’emi                | 28.08.1989 (28)       | 197         | Sarmajeh Bank Teheran   | P       |
| 6                                     | Sejjed Mohammad Musawi Araghi | 22.08.1987 (30)       | 203         | Sarmajeh Bank Teheran   | Ś       |
| 7                                     | Meisam Salehi                 | 17.11.1998 (19)       | 198         | Kalleh Mazandaran       | U       |
| 8                                     | Mostafa Heydari               | 14.12.1991 (26)       | 175         | Saipa Teheran           | L       |
| 9                                     | Masoud Gholami                | 02.04.1990 (28)       | 204         | Szahrdari Waramin       | Ś       |
| 10                                    | Amir Ghafur                   | 06.06.1991 (26)       | 202         | Saipa Teheran           | A       |
| 11                                    | Saber Kazemi                  | 24.12.1998 (19)       | 205         | Shams Teheran           | A       |
| 12                                    | Modżtaba Mirzadżanpur         | 07.10.1991 (26)       | 205         | Sarmajeh Bank Teheran   | P       |
| 14                                    | Mohammad Dżawad Manawineżad   | 27.11.1995 (22)       | 198         | Blu Volley Werona       | P       |
| 15                                    | Ali Asghar Mojarad            | 30.10.1997 (20)       | 205         | Mohtasham Carpet Kashan | Ś       |
| 16                                    | Ali Szafi’i                   | 21.09.1991 (26)       | 190         | Sarmajeh Bank Teheran   | Ś       |
| 18                                    | Mohammad Taher Vadi           | 10.10.1989 (28)       | 194         | Khatam Ardakan          | R       |
| 19                                    | Mehdi Marandi                 | 12.05.1986 (32)       | 172         | Sarmajeh Bank Teheran   | L       |
| 20                                    | Porya Yali                    | 21.01.1999 (19)       | 209         | Pajkan Teheran          | A       |
| 21                                    | Morteza Szarifi               | 27.05.1999 (18)       | 193         | Shams Teheran           | P       |
| 24                                    | Mohammad Reza Hazratpour      | 31.03.1999 (19)       | 187         | Shams Teheran           | L       |
| 25                                    | Amir Hossein Toukhteh         | 09.04.2001 (17)       | 203         | Shams Teheran           | Ś       |
| W szerokiej kadrze znaleźli się także |                               |                       |             |                         |         |
| 13                                    | Javad Karimisouchelmaei       | 01.03.1998 (20)       | 204         | Kalleh Mazandaran       | R       |
| 17                                    | Reza Ghara                    | 31.07.1991 (26)       | 200         | Sarmajeh Bank Teheran   | A       |
| 22                                    | Ghasem Karkhaneh              | 22.08.1994 (23)       | 195         | Sarmajeh Bank Teheran   | P       |
| 23                                    | Rahman Taghi Zadeh            | 26.07.1995 (22)       | 205         | Saipa Teheran           | Ś       |
| 26                                    | Behnam Ebrahimi               | 07.09.1996 (21)       | 198         | Shams Teheran           | P       |

## Japonia
Trener: Yūichi Nakagaichi
Asystent:  Philippe Blain
| Nr                                    | Imię i nazwisko   | Data urodzenia (wiek) | Wzrost (cm) | Klub                      | Pozycja |
| ------------------------------------- | ----------------- | --------------------- | ----------- | ------------------------- | ------- |
| 1                                     | Issei Ōtake       | 03.12.1995 (22)       | 201         | United Volleys Rhein-Main | A       |
| 2                                     | Hideomi Fukatsu   | 01.06.1990 (27)       | 180         | Panasonic Panthers        | R       |
| 3                                     | Naonobu Fujii     | 05.01.1992 (26)       | 183         | Toray Arrows              | R       |
| 5                                     | Tatsuya Fukuzawa  | 01.07.1986 (31)       | 190         | Panasonic Panthers        | P       |
| 6                                     | Akihiro Yamauchi  | 30.11.1993 (24)       | 204         | Panasonic Panthers        | Ś       |
| 7                                     | Takashi Dekita    | 13.08.1991 (26)       | 200         | Osaka Blazers Sakai       | A       |
| 8                                     | Masahiro Yanagida | 06.07.1992 (25)       | 186         | TV Bühl                   | P       |
| 9                                     | Satoshi Ide       | 16.01.1992 (26)       | 174         | Toray Arrows              | L       |
| 10                                    | Taichirō Koga     | 04.10.1989 (28)       | 170         | Warta Zawiercie           | L       |
| 12                                    | Takuya Takamatsu  | 08.01.1988 (30)       | 186         | Toyoda Gosei Trefuerza    | P       |
| 13                                    | Naoya Takano      | 30.04.1993 (25)       | 190         | Osaka Blazers Sakai       | P       |
| 14                                    | Yūki Ishikawa     | 11.12.1995 (22)       | 191         | Top Volley Latina         | P       |
| 15                                    | Haku Ri           | 27.12.1990 (27)       | 193         | Toray Arrows              | Ś       |
| 16                                    | Kentaro Takahashi | 08.02.1995 (23)       | 201         | Toray Arrows              | Ś       |
| 18                                    | Masahiro Sekita   | 20.11.1993 (24)       | 175         | Panasonic Panthers        | R       |
| 19                                    | Hiroaki Asano     | 06.10.1990 (27)       | 178         | JTEKT Stings              | P       |
| 20                                    | Ryuta Homma       | 17.10.1991 (26)       | 178         | JTEKT Stings              | L       |
| 21                                    | Takeshi Ogawa     | 07.07.1994 (23)       | 193         | Suntory Sunbirds          | A       |
| 23                                    | Yamato Fushimi    | 24.12.1991 (26)       | 207         | Toray Arrows              | Ś       |
| 25                                    | Taishi Onodera    | 27.02.1996 (22)       | 201         | JT Thunders               | Ś       |
| 32                                    | Yūji Nishida      | 30.01.2000 (18)       | 186         | JTEKT Stings              | A       |
| W szerokiej kadrze znaleźli się także |                   |                       |             |                           |         |
| 4                                     | Shunsuke Chijiki  | 06.09.1989 (28)       | 194         | Osaka Blazers Sakai       | P       |
| 17                                    | Tsubasa Hisahara  | 18.03.1995 (23)       | 188         | Panasonic Panthers        | P       |
| 24                                    | Masaki Ōya        | 23.04.1995 (23)       | 178         | Suntory Sunbirds          | R       |
| 29                                    | Yudai Arai        | 27.06.1998 (19)       | 188         | Uniwersytet Tōkai         | A       |
| 33                                    | Shunichiro Sato   | 17.05.2000 (18)       | 204         | Tohoku High School        | Ś       |

## Kanada
Trener:  Stéphane Antiga
Asystent: Dan Lewis
| Nr                                    | Imię i nazwisko         | Data urodzenia (wiek) | Wzrost (cm) | Klub                       | Pozycja |
| ------------------------------------- | ----------------------- | --------------------- | ----------- | -------------------------- | ------- |
| 1                                     | Tyler Sanders           | 14.12.1991 (26)       | 191         | Trefl Gdańsk               | R       |
| 2                                     | John Perrin             | 17.08.1989 (28)       | 201         | Beijing Volleyball         | P       |
| 3                                     | Steven Marshall         | 23.11.1989 (28)       | 193         | Berlin Recycling Volleys   | P       |
| 4                                     | Nicholas Hoag           | 19.08.1992 (25)       | 200         | Trentino Volley            | P       |
| 5                                     | Lucas Van Berkel        | 29.11.1991 (26)       | 210         | Marconi Volley             | Ś       |
| 6                                     | Justin Duff             | 10.05.1988 (30)       | 202         | Stocznia Szczecin          | Ś       |
| 7                                     | Stephen Maar            | 06.12.1994 (23)       | 201         | Blu Volley Werona          | P       |
| 8                                     | Jay Blankenau           | 27.09.1989 (28)       | 194         | Noliko Maaseik             | R       |
| 9                                     | Jason De Rocco          | 19.09.1989 (28)       | 201         | Jastrzębski Węgiel         | P       |
| 11                                    | Daniel Jansen Van Doorn | 21.03.1990 (28)       | 208         | Chaumont VB 52 Haute-Marne | Ś       |
| 12                                    | Gavin Schmitt           | 27.01.1986 (32)       | 208         | Toray Arrows               | A       |
| 13                                    | Ryley Barnes            | 11.10.1993 (24)       | 200         | Ural Ufa                   | P       |
| 15                                    | Bryan Duquette          | 15.11.1991 (26)       | 193         | Chaumont VB 52 Haute-Marne | L       |
| 16                                    | Ryan Sclater            | 10.02.1994 (24)       | 200         | SVG Lüneburg               | A       |
| 17                                    | Graham Vigrass          | 17.06.1989 (28)       | 205         | Berlin Recycling Volleys   | Ś       |
| 18                                    | Bradley Gunter          | 05.12.1993 (24)       | 198         | Trefl Gdańsk               | A       |
| 19                                    | Blair Bann              | 26.02.1988 (30)       | 184         | SWD powervolleys Düren     | L       |
| 20                                    | Arthur Szwarc           | 30.03.1995 (23)       | 207         | Arago de Sète              | Ś       |
| 21                                    | Brett Walsh             | 19.02.1994 (24)       | 195         | Vero Volley Monza          | R       |
| 23                                    | Danny Demyanenko        | 13.07.1994 (23)       | 194         | Spacer’s de Toulouse       | Ś       |
| 26                                    | Eric Loeppky            | 01.08.1998 (19)       | 197         | Trinity Western Spartans   | P       |
| W szerokiej kadrze znaleźli się także |                         |                       |             |                            |         |
| 10                                    | Casey Schouten          | 29.03.1994 (24)       | 194         | Team Lakkapää              | A       |
| 14                                    | Max Burt                | 25.07.1988 (29)       | 207         | ASUL Lyon                  | Ś       |
| 22                                    | Blake Scheerhoorn       | 06.01.1995 (23)       | 202         | AZS Olsztyn                | P       |
| 24                                    | Byron Keturakis         | 11.01.1996 (22)       | 200         | UBC Thunderbirds           | R       |
| 25                                    | Tyler Koslowsky         | 13.10.1993 (24)       | 180         | SVG Lüneburg               | L       |

## Korea Południowa
Trener: Kim Ho-chul
Asystent: Im Do-hun
| Nr                                    | Imię i nazwisko | Data urodzenia (wiek) | Wzrost (cm) | Klub                              | Pozycja |
| ------------------------------------- | --------------- | --------------------- | ----------- | --------------------------------- | ------- |
| 1                                     | Song Myung-geun | 12.03.1993 (25)       | 196         | Ansan OK Savings Bank Rush & Cash | P       |
| 2                                     | Hwang Taek-eui  | 12.11.1996 (21)       | 189         | Uijeongbu KB Insurance Stars      | R       |
| 3                                     | Seo Jae-duck    | 21.07.1989 (28)       | 194         | Suwon KEPCO Vixtorm               | A       |
| 4                                     | Jeong Min-su    | 05.10.1991 (26)       | 178         | Seoul Woori Card Wibee            | L       |
| 5                                     | Kwak Dong-hyuk  | 12.03.1983 (35)       | 178         | Uijeongbu KB Insurance Stars      | L       |
| 6                                     | Lee Min-gyu     | 03.12.1992 (25)       | 194         | Ansan OK Savings Bank Rush & Cash | R       |
| 7                                     | Song Hui-chae   | 29.04.1992 (26)       | 191         | Ansan OK Savings Bank Rush & Cash | P       |
| 8                                     | Na Gyeong-bok   | 08.04.1994 (24)       | 195         | Seoul Woori Card Wibee            | A/P     |
| 9                                     | Kwak Seung-suk  | 23.03.1988 (30)       | 190         | Incheon Korean Air Jumbos         | P       |
| 10                                    | Jung Ji-seok    | 10.03.1995 (23)       | 194         | Incheon Korean Air Jumbos         | P       |
| 11                                    | Choi Min-ho     | 28.04.1988 (30)       | 198         | Hyundai Capital Skywalkers        | Ś       |
| 12                                    | Jeon Kwang-in   | 18.09.1991 (26)       | 194         | Suwon KEPCO Vixtorm               | P       |
| 13                                    | Hwang Seung-bin | 26.08.1992 (25)       | 183         | Incheon Korean Air Jumbos         | R       |
| 14                                    | Hwang Du-yeon   | 09.04.1993 (25)       | 190         | Uijeongbu KB Insurance Stars      | P       |
| 15                                    | Moon Sung-min   | 14.09.1986 (31)       | 197         | Hyundai Capital Skywalkers        | A       |
| 16                                    | Kim Kyu-min     | 28.12.1990 (27)       | 199         | Daejeon Samsung Fire Bluefangs    | Ś       |
| 17                                    | Park Sang-ha    | 04.04.1986 (32)       | 198         | Daejeon Samsung Fire Bluefangs    | Ś       |
| 18                                    | Jin Seong-tae   | 03.02.1993 (25)       | 197         | Incheon Korean Air Jumbos         | Ś       |
| 19                                    | Kim Jae-hwi     | 06.09.1993 (24)       | 204         | Hyundai Capital Skywalkers        | Ś       |
| 20                                    | Cha Jih-wan     | 09.05.1996 (22)       | 201         | Ansan OK Savings Bank Rush & Cash | Ś       |
| 21                                    | Park Jin-woo    | 18.03.1990 (28)       | 198         | brak klubu                        | Ś       |
| W szerokiej kadrze znaleźli się także |                 |                       |             |                                   |         |
| 22                                    | Han Sung-jeong  | 25.07.1996 (21)       | 195         | Seoul Woori Card Wibee            | P       |
| 23                                    | Bu Yong-chan    | 30.11.1989 (28)       | 175         | Daejeon Samsung Fire Bluefangs    | L       |
| 24                                    | Park Won-bin    | 07.04.1992 (26)       | 199         | Ansan OK Savings Bank Rush & Cash | Ś       |
| 25                                    | Park Joo-hyeong | 05.08.1987 (30)       | 194         | Hyundai Capital Skywalkers        | P       |
| 26                                    | Im Dong-hyeok   | 09.03.1999 (19)       | 199         | Ansan OK Savings Bank Rush & Cash | A       |

## Niemcy
Trener:  Andrea Giani
Asystent:  Matteo De Cecco
| Nr                                    | Imię i nazwisko    | Data urodzenia (wiek) | Wzrost (cm) | Klub                          | Pozycja |
| ------------------------------------- | ------------------ | --------------------- | ----------- | ----------------------------- | ------- |
| 1                                     | Christian Fromm    | 15.08.1990 (27)       | 204         | Arkas Spor Izmir              | P       |
| 2                                     | Tobias Krick       | 22.10.1998 (19)       | 211         | United Volleys Rhein-Main     | Ś       |
| 3                                     | Ruben Schott       | 08.07.1994 (23)       | 192         | Power Volley Milano           | P       |
| 4                                     | Adam Kocian        | 01.04.1995 (23)       | 192         | SVG Lüneburg                  | R       |
| 5                                     | Moritz Reichert    | 15.03.1995 (23)       | 195         | Tours VB                      | P       |
| 6                                     | Denis Kaliberda    | 24.06.1990 (27)       | 193         | bez klubu                     | P       |
| 7                                     | David Sossenheimer | 21.06.1996 (21)       | 193         | VfB Friedrichshafen           | P       |
| 8                                     | Marcus Böhme       | 25.08.1985 (32)       | 211         | Olympiakos SFP                | Ś       |
| 10                                    | Julian Zenger      | 26.08.1997 (20)       | 190         | United Volleys Rhein-Main     | L       |
| 11                                    | Lukas Kampa        | 29.11.1986 (31)       | 195         | Jastrzębski Węgiel            | R       |
| 12                                    | Anton Brehme       | 10.08.1999 (18)       | 199         | VCO Berlin                    | Ś       |
| 13                                    | Simon Hirsch       | 03.04.1992 (26)       | 205         | Vero Volley Monza             | A       |
| 14                                    | Moritz Karlitzek   | 12.08.1996 (21)       | 191         | United Volleys Rhein-Main     | P       |
| 15                                    | Noah Baxpöhler     | 13.08.1993 (24)       | 210         | SVG Lüneburg                  | Ś       |
| 16                                    | Mario Schmidgall   | 02.05.1998 (20)       | 202         | TV Bühl                       | R       |
| 17                                    | Jan Zimmermann     | 12.02.1993 (25)       | 190         | Stade Poitevin Poitiers       | R       |
| 18                                    | Jakob Günthör      | 21.09.1995 (22)       | 211         | VfB Friedrichshafen           | Ś       |
| 19                                    | Daniel Malescha    | 28.04.1994 (24)       | 203         | VfB Friedrichshafen           | A       |
| 20                                    | Linus Weber        | 01.11.1998 (19)       | 199         | VCO Berlin                    | P       |
| 21                                    | Ivan Batanov       | 25.04.2000 (18)       | 182         | Volleyball-Internat Frankfurt | L       |
| 22                                    | Egor Bogachev      | 06.04.1997 (21)       | 203         | VCO Berlin                    | L       |
| W szerokiej kadrze znaleźli się także |                    |                       |             |                               |         |
| 9                                     | Georg Grozer       | 27.11.1984 (33)       | 201         | Biełogorje Biełgorod          | A       |
| 23                                    | Louis Kunstmann    | 10.09.2000 (17)       | 198         | Volleyball-Internat Frankfurt | Ś       |

## Polska
Trener:  Vital Heynen
Asystenci: Michał Mieszko Gogol, Sebastian Pawlik
| Nr                                    | Imię i nazwisko     | Data urodzenia (wiek) | Wzrost (cm) | Klub                   | Pozycja |
| ------------------------------------- | ------------------- | --------------------- | ----------- | ---------------------- | ------- |
| 1                                     | Piotr Nowakowski    | 18.12.1987 (30)       | 205         | Trefl Gdańsk           | Ś       |
| 2                                     | Maciej Muzaj        | 21.05.1994 (24)       | 208         | Jastrzębski Węgiel     | A       |
| 3                                     | Dawid Konarski      | 31.08.1989 (28)       | 198         | Ziraat Bankası         | A       |
| 4                                     | Marcin Komenda      | 24.05.1996 (22)       | 198         | GKS Katowice           | R       |
| 5                                     | Łukasz Kaczmarek    | 29.06.1994 (23)       | 204         | Cuprum Lubin           | A       |
| 6                                     | Bartosz Kurek       | 29.08.1988 (29)       | 205         | Ziraat Bankası         | A       |
| 7                                     | Artur Szalpuk       | 20.03.1995 (23)       | 201         | Trefl Gdańsk           | P       |
| 8                                     | Damian Schulz       | 26.02.1990 (28)       | 208         | Trefl Gdańsk           | A       |
| 9                                     | Bartłomiej Lemański | 19.03.1996 (22)       | 217         | Resovia                | Ś       |
| 11                                    | Fabian Drzyzga      | 03.01.1990 (28)       | 196         | Olympiakos SFP         | R       |
| 12                                    | Grzegorz Łomacz     | 01.10.1987 (30)       | 187         | Skra Bełchatów         | R       |
| 13                                    | Michał Kubiak       | 23.02.1988 (30)       | 191         | Panasonic Panthers     | P       |
| 14                                    | Aleksander Śliwka   | 24.05.1995 (23)       | 196         | Resovia                | P       |
| 15                                    | Jakub Kochanowski   | 17.07.1997 (20)       | 199         | AZS Olsztyn            | Ś       |
| 16                                    | Michał Żurek        | 03.06.1988 (29)       | 182         | AZS Olsztyn            | L       |
| 17                                    | Paweł Zatorski      | 21.06.1990 (27)       | 184         | ZAKSA Kędzierzyn-Koźle | L       |
| 18                                    | Bartosz Kwolek      | 17.07.1997 (20)       | 193         | Onico Warszawa         | P       |
| 19                                    | Marcin Janusz       | 31.07.1994 (23)       | 195         | Skra Bełchatów         | R       |
| 20                                    | Mateusz Bieniek     | 05.04.1994 (24)       | 210         | ZAKSA Kędzierzyn-Koźle | Ś       |
| 21                                    | Mateusz Mika        | 21.01.1991 (27)       | 207         | Trefl Gdańsk           | P       |
| 22                                    | Bartosz Bednorz     | 25.07.1994 (23)       | 201         | Skra Bełchatów         | P       |
| 26                                    | Kacper Piechocki    | 17.12.1995 (23)       | 184         | Skra Bełchatów         | L       |
| W szerokiej kadrze znaleźli się także |                     |                       |             |                        |         |
| 10                                    | Damian Wojtaszek    | 07.09.1988 (29)       | 180         | Onico Warszawa         | L       |
| 23                                    | Jan Nowakowski      | 17.05.1994 (24)       | 202         | Onico Warszawa         | Ś       |
| 24                                    | Tomasz Fornal       | 31.08.1997 (20)       | 200         | Czarni Radom           | P       |
| 25                                    | Norbert Huber       | 14.08.1998 (19)       | 207         | Czarni Radom           | Ś       |

## Rosja
Trener: Siergiej Szlapnikow
Asystent:  Sergio Busato
| Nr                                    | Imię i nazwisko      | Data urodzenia (wiek) | Wzrost (cm) | Klub                  | Pozycja |
| ------------------------------------- | -------------------- | --------------------- | ----------- | --------------------- | ------- |
| 1                                     | Pawieł Pankow        | 14.08.1995 (22)       | 198         | Zenit Petersburg      | R       |
| 2                                     | Ilja Własow          | 03.08.1995 (22)       | 212         | Fakieł Nowy Urengoj   | Ś       |
| 3                                     | Dmitrij Kowalow      | 15.03.1991 (27)       | 198         | Ural Ufa              | R       |
| 4                                     | Artiom Wolwicz       | 22.01.1990 (28)       | 212         | Zenit Kazań           | Ś       |
| 6                                     | Anton Karpuchow      | 23.04.1988 (30)       | 197         | Kuzbass Kemerowo      | P       |
| 7                                     | Dmitrij Wołkow       | 25.05.1995 (23)       | 201         | Fakieł Nowy Urengoj   | P       |
| 8                                     | Siergiej Sawin       | 07.10.1988 (29)       | 201         | Lokomotiw Nowosybirsk | P       |
| 9                                     | Aleksandr Sokołow    | 01.03.1982 (36)       | 193         | Jarosławicz Jarosław  | L       |
| 10                                    | Aleksandr Markin     | 28.07.1990 (27)       | 196         | Dinamo Moskwa         | P       |
| 11                                    | Igor Filippow        | 19.03.1991 (27)       | 205         | Ural Ufa              | Ś       |
| 12                                    | Konstantin Bakun     | 15.03.1985 (33)       | 204         | Biełogorje Biełgorod  | A       |
| 13                                    | Dmitrij Muserski     | 29.10.1988 (29)       | 218         | Biełogorje Biełgorod  | Ś       |
| 14                                    | Jarosław Podlesnych  | 03.09.1994 (23)       | 198         | Kuzbass Kemerowo      | P       |
| 15                                    | Wiktor Poletajew     | 27.07.1995 (22)       | 197         | Kuzbass Kemerowo      | A       |
| 17                                    | Maksim Michajłow     | 19.03.1988 (30)       | 204         | Zenit Kazań           | A       |
| 18                                    | Jegor Kluka          | 15.06.1995 (22)       | 208         | Fakieł Nowy Urengoj   | P       |
| 19                                    | Romanas Szkulawiczus | 21.02.1992 (26)       | 198         | Nowa Nowokujbyszewsk  | A       |
| 22                                    | Roman Martyniuk      | 13.04.1987 (31)       | 181         | Lokomotiw Nowosybirsk | L       |
| 23                                    | Igor Kobzar          | 13.04.1991 (27)       | 196         | Kuzbass Kemerowo      | R       |
| 24                                    | Aleksiej Kabieszow   | 22.06.1991 (26)       | 190         | Ural Ufa              | L       |
| 25                                    | Inał Tawasijew       | 28.03.1989 (29)       | 202         | Kuzbass Kemerowo      | Ś       |
| W szerokiej kadrze znaleźli się także |                      |                       |             |                       |         |
| 5                                     | Siergiej Grankin     | 21.01.1985 (33)       | 193         | Biełogorje Biełgorod  | R       |
| 16                                    | Jegor Fieoktistow    | 22.06.1993 (24)       | 201         | Ural Ufa              | P       |
| 20                                    | Iljas Kurkajew       | 18.01.1994 (24)       | 208         | Lokomotiw Nowosybirsk | Ś       |
| 21                                    | Siemion Kriwitczenko | 06.03.1995 (23)       | 183         | Dinamo-LO Sosnowy Bór | L       |
| 26                                    | Pawieł Krugłow       | 17.09.1985 (32)       | 204         | Dinamo Moskwa         | A       |

## Serbia
Trener: Nikola Grbić
Asystent: Nedžad Osmankač
| Nr                                    | Imię i nazwisko         | Data urodzenia (wiek) | Wzrost (cm) | Klub                       | Pozycja |
| ------------------------------------- | ----------------------- | --------------------- | ----------- | -------------------------- | ------- |
| 1                                     | Aleksandar Okolić       | 26.06.1993 (24)       | 205         | Berlin Recycling Volleys   | Ś       |
| 2                                     | Uroš Kovačević          | 06.05.1993 (25)       | 197         | Trentino Volley            | P       |
| 3                                     | Milan Katić             | 22.10.1993 (24)       | 202         | Skra Bełchatów             | P       |
| 6                                     | Goran Škundrić          | 23.11.1987 (30)       | 197         | Grand Nancy VB             | L       |
| 7                                     | Petar Krsmanović        | 01.06.1990 (27)       | 206         | Gazprom-Jugra Surgut       | Ś       |
| 8                                     | Marko Ivović            | 22.12.1990 (27)       | 194         | Vôlei Taubaté              | P       |
| 9                                     | Nikola Jovović          | 13.02.1992 (26)       | 197         | Arkas Spor Izmir           | R       |
| 11                                    | Maksim Buculjević       | 20.09.1991 (26)       | 191         | Hurrikaani-Loimaa          | R       |
| 12                                    | Nikola Mijailović       | 08.08.1989 (28)       | 191         | Chaumont VB 52 Haute-Marne | P       |
| 13                                    | Dušan Petković          | 27.01.1992 (26)       | 200         | Argos Volley               | A       |
| 14                                    | Aleksandar Atanasijević | 04.09.1991 (26)       | 200         | Sir Safety Perugia         | A       |
| 16                                    | Dražen Luburić          | 02.11.1993 (24)       | 202         | Zenit Petersburg           | A       |
| 17                                    | Neven Majstorović       | 17.03.1989 (29)       | 192         | CS Arcada Galați           | L       |
| 18                                    | Marko Podraščanin       | 29.08.1987 (30)       | 204         | Sir Safety Perugia         | Ś       |
| 19                                    | Nikola Rosić            | 05.08.1984 (33)       | 192         | SCMU Craiova               | L       |
| 20                                    | Srećko Lisinac          | 17.05.1992 (26)       | 205         | Skra Bełchatów             | Ś       |
| 21                                    | Ivan Kostić             | 08.01.1988 (30)       | 192         | Steaua Bukareszt           | R       |
| 24                                    | David Mehić             | 24.09.1997 (20)       | 196         | Vojvodina Nowy Sad         | P       |
| 25                                    | Irfan Hamzagić          | 14.02.1992 (26)       | 200         | Novi Pazar                 | A       |
| 26                                    | Stevan Simić            | 21.03.1996 (22)       | 201         | Vojvodina Nowy Sad         | Ś       |
| 29                                    | Lazar Ćirović           | 26.02.1992 (26)       | 200         | Pallavolo Padwa            | P       |
| W szerokiej kadrze znaleźli się także |                         |                       |             |                            |         |
| 10                                    | Miran Kujundžić         | 19.06.1997 (20)       | 196         | Vojvodina Nowy Sad         | P       |
| 15                                    | Nemanja Mašulović       | 05.10.1995 (22)       | 205         | Crvena zvezda Belgrad      | Ś       |
| 22                                    | Andrija Vilimanović     | 14.11.1995 (22)       | 195         | Novi Pazar                 | R       |
| 23                                    | Božidar Vučićević       | 09.12.1998 (19)       | 205         | Vojvodina Nowy Sad         | A       |

## Stany Zjednoczone
Trener: John Speraw
Asystent: Robert Neilson
| Nr                                    | Imię i nazwisko   | Data urodzenia (wiek) | Wzrost (cm) | Klub                        | Pozycja |
| ------------------------------------- | ----------------- | --------------------- | ----------- | --------------------------- | ------- |
| 1                                     | Matthew Anderson  | 18.04.1987 (31)       | 202         | Zenit Kazań                 | P/A     |
| 2                                     | Aaron Russell     | 04.06.1993 (24)       | 205         | Sir Safety Perugia          | P       |
| 3                                     | Taylor Sander     | 17.03.1992 (26)       | 196         | A.S. Volley Lube            | P       |
| 4                                     | Jeffrey Jendryk   | 15.09.1995 (22)       | 208         | Loyola University Chicago   | Ś       |
| 5                                     | James Shaw        | 05.03.1994 (24)       | 203         | Sir Safety Perugia          | R       |
| 6                                     | Mitchell Stahl    | 31.08.1994 (23)       | 203         | Paris Volley                | Ś       |
| 7                                     | Kawika Shoji      | 11.11.1987 (30)       | 190         | Vero Volley Monza           | R       |
| 8                                     | Torey Defalco     | 10.04.1997 (21)       | 198         | Long Beach State University | P       |
| 10                                    | Daniel McDonnell  | 15.09.1988 (29)       | 200         | Trefl Gdańsk                | Ś       |
| 11                                    | Micah Christenson | 08.05.1993 (25)       | 198         | A.S. Volley Lube            | R       |
| 12                                    | Maxwell Holt      | 12.03.1987 (31)       | 205         | Modena Volley               | Ś       |
| 13                                    | Benjamin Patch    | 21.06.1994 (23)       | 203         | Callipo Sport               | A       |
| 15                                    | Brenden Sander    | 22.12.1995 (22)       | 193         | Brigham Young University    | P       |
| 17                                    | Thomas Jaeschke   | 04.09.1993 (24)       | 200         | Blu Volley Werona           | P       |
| 18                                    | Jake Langlois     | 14.05.1992 (26)       | 208         | Vero Volley Monza           | P       |
| 19                                    | Taylor Averill    | 05.03.1992 (26)       | 201         | Power Volley Milano         | Ś       |
| 20                                    | David Smith       | 15.05.1985 (33)       | 201         | Warta Zawiercie             | Ś       |
| 21                                    | Dustin Watten     | 27.10.1986 (31)       | 183         | Czarni Radom                | L       |
| 22                                    | Erik Shoji        | 24.08.1989 (28)       | 184         | Top Volley Latina           | L       |
| 23                                    | Jonah Seif        | 30.10.1994 (23)       | 205         | MKS Będzin                  | R       |
| 26                                    | Kyle Ensing       | 06.03.1997 (21)       | 201         | Long Beach State University | A       |
| W szerokiej kadrze znaleźli się także |                   |                       |             |                             |         |
| 9                                     | Carson Clark      | 20.01.1989 (29)       | 200         | bez klubu                   | A       |
| 14                                    | David Wieczorek   | 03.01.1996 (22)       | 202         | Pepperdine                  | P       |
| 16                                    | Jayson Jablonsky  | 23.07.1985 (32)       | 198         | bez klubu                   | P       |
| 24                                    | Michael Brinkley  | 15.10.1992 (25)       | 178         | bez klubu                   | L       |
| 25                                    | Miles Johnson     | 06.12.1994 (23)       | 199         | Panathinaikos AO            | A       |

## Włochy
Trener: Gianlorenzo Blengini
Asystent: Antonio Valentini
| Nr                                    | Imię i nazwisko    | Data urodzenia (wiek) | Wzrost (cm) | Klub                | Pozycja |
| ------------------------------------- | ------------------ | --------------------- | ----------- | ------------------- | ------- |
| 1                                     | Davide Candellaro  | 07.06.1989 (28)       | 200         | A.S. Volley Lube    | Ś       |
| 2                                     | Luigi Randazzo     | 30.04.1994 (24)       | 198         | Pallavolo Padwa     | P       |
| 3                                     | Simone Parodi      | 16.06.1986 (31)       | 196         | Pallavolo Piacenza  | P       |
| 4                                     | Michele Baranowicz | 05.08.1989 (28)       | 196         | Pallavolo Piacenza  | R       |
| 5                                     | Osmany Juantorena  | 12.08.1985 (32)       | 200         | A.S. Volley Lube    | P       |
| 6                                     | Simone Giannelli   | 09.08.1996 (21)       | 199         | Trentino Volley     | R       |
| 7                                     | Salvatore Rossini  | 13.07.1986 (31)       | 185         | Modena Volley       | L       |
| 8                                     | Daniele Mazzone    | 04.06.1992 (25)       | 209         | Modena Volley       | Ś       |
| 9                                     | Ivan Zaytsev       | 02.10.1988 (29)       | 202         | Sir Safety Perugia  | A       |
| 10                                    | Filippo Lanza      | 03.03.1991 (27)       | 198         | Trentino Volley     | P       |
| 11                                    | Fabio Balaso       | 20.10.1995 (22)       | 178         | Pallavolo Padwa     | L       |
| 12                                    | Enrico Cester      | 16.03.1988 (30)       | 204         | A.S. Volley Lube    | Ś       |
| 13                                    | Massimo Colaci     | 21.02.1985 (33)       | 180         | Sir Safety Perugia  | L       |
| 14                                    | Enrico Diamantini  | 04.04.1993 (25)       | 204         | Robur Rawenna       | Ś       |
| 15                                    | Gabriele Maruotti  | 25.03.1988 (30)       | 196         | Top Volley Latina   | P       |
| 16                                    | Oleg Antonov       | 28.07.1988 (29)       | 198         | Ziraat Bankası      | P       |
| 17                                    | Simone Anzani      | 24.02.1992 (26)       | 204         | Sir Safety Perugia  | Ś       |
| 18                                    | Giulio Sabbi       | 10.08.1989 (28)       | 201         | Modena Volley       | A       |
| 19                                    | Luca Spirito       | 30.10.1993 (24)       | 199         | Blu Volley Werona   | R       |
| 20                                    | Gabriele Nelli     | 04.12.1993 (24)       | 210         | Pallavolo Padwa     | A       |
| 23                                    | Andrea Argenta     | 01.06.1996 (21)       | 205         | Modena Volley       | A       |
| W szerokiej kadrze znaleźli się także |                    |                       |             |                     |         |
| 21                                    | Alberto Polo       | 07.09.1995 (22)       | 201         | Pallavolo Padwa     | Ś       |
| 22                                    | Nicola Pesaresi    | 11.02.1991 (27)       | 190         | Blu Volley Werona   | L       |
| 24                                    | Riccardo Sbertoli  | 23.05.1998 (20)       | 188         | Power Volley Milano | R       |
| 25                                    | Fabio Ricci        | 11.07.1994 (23)       | 205         | Sir Safety Perugia  | Ś       |
| 26                                    | Giacomo Raffaelli  | 07.02.1995 (23)       | 198         | Robur Rawenna       | P       |